# Acrapex perfuscata
Acrapex perfuscata là một loài bướm đêm trong họ Noctuidae.